# Pinho Leal
Augusto Soares de Azevedo Barbosa de Pinho Leal (Lisboa, 16 de Outubro de 1816 – Porto, 2 de Janeiro de 1884) foi um militar português mais conhecido como historiador, pela sua monumental obra corográfica: «Portugal Antigo e Moderno», em 12 volumes, publicados em Lisboa pela Livraria Editora de Mattos Moreira entre 1873 e 1890. Ao qual acrescenta, pela sua mão, que é um: Diccionario Geographico, Estatistico, Chorografico, Heraldico, Archeologico, Historico, Biographico e Etymologico de todas as cidades, villas e freguezias de Portugal e de grande numero de aldeias. Se estas são notaveis, por serem patria d’homens celebres, por batalhas ou noutros factos importantes que nellas tiveram logar, por serem solares de famílias nobres, ou por monumentos de qualquer natureza, alli existentes. Noticia de muitas cidades e outras povoações da Lusitania de que apenas restam vestígios ou somente a tradição.

## Biografia
Era filho de José Matias Barregosa (natural de Vimieiro, Arraiolos), quartel-mestre do Batalhão de Caçadores N.° 3, ferido na Batalha do Buçaco em 1810, e de Rita de Cássia Soares de Azevedo, da família dos Soares de Azevedo, senhores da Casa de Paradela, no lugar do mesmo nome, meeiro das freguesias de São Miguel do Mato, Arouca e Vale, Santa Maria da Feira.
Segundo os seus biógrafos nasceu em Belém, Lisboa, a 21 de novembro de 1816. O próprio, em carta a Camilo Castelo Branco (publicada no jornal O Correio da Feira, de 9 de agosto de 1969), diz ter nascido em Lisboa, a 16 de outubro de 1816. Contudo, nos livros dos registos paroquiais de São Tiago de Penamacor (hoje Penamacor) aparece o seu registo de baptismo, celebrado a 30 de novembro de 1816, onde se diz que nasceu a 21 de novembro sem, no entanto, se referir o local onde nasceu, supostamente aí. Por sua vez, o assento de óbito refere-o como natural da freguesia da Ajuda, concelho de Belém, Diocese de Lisboa. A propósito deste problema, Pedro Augusto Ferreira, abade de Miragaia, grande amigo de Pinho Leal e continuador da sua obra Portugal Antigo e Moderno, diz no artigo desta obra relativo a Vimieiro, página 1463, nota 1, que o padre que baptizara Pinho Leal não terá posto de propósito no assento de baptismo o local de nascimento para evitar problemas legais, ou para fugir às dificuldades legais. Pinho Leal nasceu na freguesia da Ajuda, concelho de Belém, sendo levado para Penamacor, onde residiam seus pais e onde foi baptizado. Ora, segundo o Direito Canónico, era necessária uma licença do bispo para se baptizar numa paróquia que não a da residência dos pais, sob pena de sanção. Daí a omissão do local de nascimento. Quanto à data de nascimento, é natural que seja 16 de Outubro, como o próprio Pinho Leal afirma. Como o baptismo foi a 30 de novembro, o pároco deve ter retardado a data para mais ou menos 8 dias antes, ou seja, para 21 de novembro, pois segundo o Direito Canónico o baptismo deveria realizar-se até 8 dias após o nascimento. 
Pinho Leal passou os primeiros anos da sua infância na Quinta do Laranjal, em Penamacor. Aos 6 anos, seguiu com os pais numa expedição para a Bahia, Brasil, onde presenciou os combates que as tropas portuguesas travaram com as forças brasileiras em 3 de março e 3 de maio de 1823, e aos 10 assentou praça nos Caçadores 4, em Castro Marim. Nesse mesmo ano, 1826, embarcou para Ayamonte, em Espanha, regressou a Portugal, voltou a Espanha e tornou a Portugal, andando por Penamacor, Sabugal, Idanha, Almeida, Pinhel, Coriscada e Celorico de Nespereira.

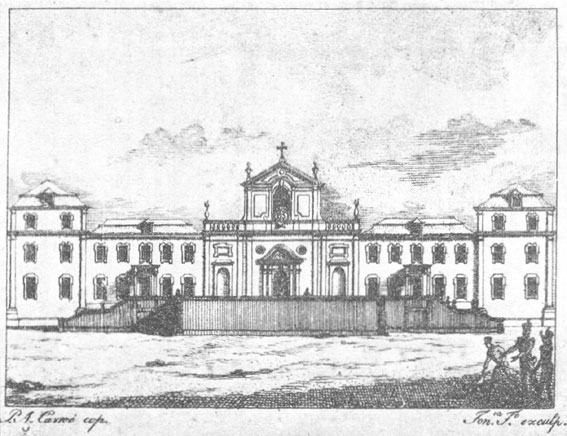
O Real Colégio dos Nobres.

Aos 12 anos emigrou para Arnedo, Espanha, voltando pouco depois a Lisboa, onde se matriculou no Colégio dos Nobres, que frequentou durante um ano. Transferiu-se para o Porto, onde cursou matemáticas na Real Academia da Marinha e Comércio, e aos 18 tomou parte, como alferes, na Batalha da Asseiceira, ao lado dos miguelistas, contra os liberais, sendo ferido por uma bala que lhe perfurou uma perna e feito prisioneiro do Conde de Vila-Flor. Foi preso para o Castelo de São Jorge, sendo solto em Junho desse ano, em consequência da Convenção de Évora-Monte. Várias destas andanças foram relatadas por carta a Camilo Castelo Branco, seu amigo, que as publicou nos seus romances A Brasileira de Prazins e A Viúva do Enforcado. 
Desanimados com a evolução dos acontecimentos políticos, pois os absolutistas haviam perdido a guerra civil, Pinho Leal e seu pai, agora tenente quartel-mestre, renunciam à carreira militar, fixando-se em Paradela e mais tarde e Louredinho, Vale, Santa Maria da Feira. A 12 de julho de 1834, seu pai é apunhalado por um liberal como represália política. Em consequência dessas punhaladas, ficou paralítico, vindo a falecer a 24 de Dezembro de 1838, sendo sepultado no adro de Igreja Paroquial do Vale, em frente à porta da sacristia.
A 26 de setembro de 1839 casa-se na Igreja Paroquial de Romariz, Santa Maria da Feira, com Maria Rosa de Almeida (e Castro), do Carvalhal – Romariz, de quem veio a ter 7 filhos. Com o dote da mulher constrói aí a sua pequena casa e faz-se mestre-escola. Contudo, essa profissão não se coaduna com o seu feitio mexido, com os seus hábitos errantes, tão errantes que aos 10 anos já tinha percorrido mais de 2400 léguas. Dedicou-se então à pintura e ao restauro de imagens antigas. 
No Verão de 1840, ao pintar e restaurar a Igreja de Santa Eulália, em Arouca (pinturas que ainda hoje podem ser admiradas), encontrou na livraria do pároco o Diálogo de Varia História, de Pedro de Mariz (Coimbra, 1599). Foi então que teve a ideia de escrever um Dicionário Histórico e Geográfico de Portugal.

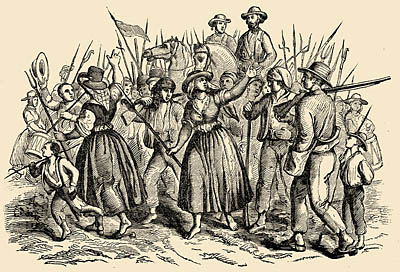
Revolta da Maria da Fonte, in A Ilustração, v. II, 1846, p. 71.

Em 1846 rebenta a revolta da Maria da Fonte, logo seguida da Patuleia. Embora a luta se travasse entre liberais (cartistas e setembristas), e ele se conservasse ferrenhamente miguelista, arma à sua custa 100 homens, apresenta-se com eles à guerrilha do escocês jacobita Reginald MacDonell, ao serviço de D. Miguel I, em Castelo de Paiva, e marcha para o Norte com o posto de capitão, a que fora promovido a 1 de Dezembro desse ano. É então vencido e feito prisioneiro dos Cartistas, em Trás-os-Montes e Alto Douro, seguindo para o Porto, debaixo de prisão. Na Régua, durante a travessia do Douro, fala aos barqueiros e estes, mesmo no meio do rio, desarmam e subjugam a escolta, dando fuga aos presos. 
Pinho Leal volta então para a sua casa do Carvalhal e consegue ser nomeado subdelegado do procurador régio no Julgado de Fermedo, onde era juiz o Dr. José Joaquim de Oliveira Valente, de Goim, Romariz, também miguelista, com quem pouco depois se incompatibilizou.
Ainda não tinha desistido de escrever um dicionário. O que não tinha era dinheiro. Em 1860, graças ao valimento dum amigo, consegue então a administração da Casa do Covo, em Oliveira de Azeméis. O Conde do Covo tinha prazos em quase todas as províncias de Portugal. Isto permitir-lhe-á percorrer todo o país, a receber foros e renovar contratos. Nas horas vagas visita arquivos e recolhe elementos para a obra que projectara. Numa dessas viagens, Pinho Leal, que como poucos conhecia geologicamente o país e muito se dedicava ao estudo de minas, descobriu os jazigos de carvão de Castelo de Paiva. Por essa descoberta, sustentou, durante anos, duro pleito judicial em Lisboa. Ganhou a questão e vendeu por quatro contos de réis os seus direitos de descobridor, instalando-se em Lisboa (1865).
Ao fim de 6 anos regressa ao Carvalhal com um volumoso dossiê, e durante os 7 anos seguintes mais não faz do que pôr em ordem os seus apontamentos e escrever cartas a toda a gente, conhecida e desconhecida, pedindo informações. Segundo um seu parente, Alfredo Gonçalves de Azevedo, Pinho Leal escreveu quase toda a sua obra na sua residência, no Carvalhal, Romariz. 
Em 1873 retirou-se para Lisboa, a fim de acompanhar de perto a publicação da sua obra a que deu o nome de Portugal Antigo e Moderno, o que só foi possível graças à influência de Camilo Castelo Branco e à boa vontade do seu editor e amigo Mattos Moreira. Aquando da publicação do X Volume, caiu gravemente doente e retirou-se para o Porto. Veio a falecer já viúvo, no n.º 393 da Rua de Serralves, Lordelo do Ouro, a 2 de Janeiro de 1884.

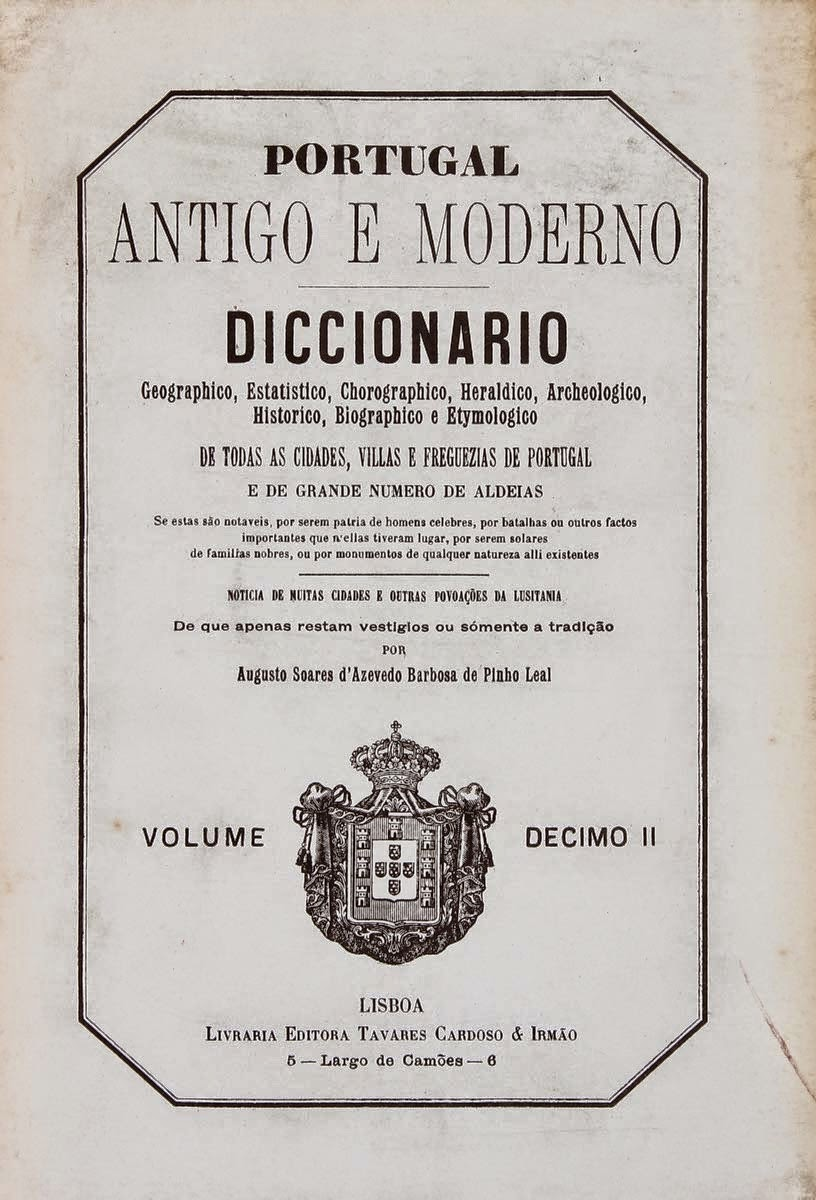
Portugal Antigo e Moderno.

Teve um funeral pomposo, apesar de ter morrido quase pobre, como a maioria dos grandes escritores portugueses. Ia engalanado com banda e a medalha da antiga Real Associação dos Arquitectos Civis e Arqueólogos Portugueses, e vestido com a farda de Alferes do extinto Batalhão de Caçadores N.º 3, da Beira Baixa, em que havia militado. Depois de conduzido em carro fúnebre, tirado por duas parelhas, até à igreja matriz de Lordelo do Ouro, que estava literalmente coberta de crepes, teve aí pomposas exéquias e, em seguida, foi levado para o respectivo cemitério paroquial, onde foi provisoriamente depositado, na sepultura da família do seu senhorio e amigo Manuel Ferreira de Carvalho. O seu cadáver foi acompanhado desde casa até à igreja e desta ao cemitério pela banda marcial de Caçadores 9.
Nos dias 2, 6 e 7 de Janeiro de 1984, foi celebrado e 1.º centenário da sua morte, em Lordelo do Ouro, Porto, onde participaram, além da igreja e Junta de Freguesia, a Faculdade de Letras da Universidade do Porto, o Arquivo Histórico da mesma cidade, bem como a associação “Os Amigos do Porto”.

## Obras
Portugal antigo e moderno: diccionario geographico, estatistico, chorographico, heraldico, archeologico, historico, biographico e etymologico de todas as cidades, villas e freguezias de Portugal e de grande numero de aldeias, a sua obra mais conhecida, é um dicionário em 12 tomos, organizado alfabeticamente por nome das cidades, vilas, freguesias e aldeias de Portugal.
Cada uma das entradas tem um artigo, mais ou menos desenvolvido, cobrindo localização, história, monumentos, fatos importantes, efemérides, pessoas notáveis e ainda algumas famílias e sua genealogia e heráldica. Pinho Leal recolheu a informação não só em obras já publicadas como através de inúmeros correspondentes locais, entre eles os párocos.
A publicação teve início em 1873, tendo o autor falecido em 2 de janeiro de 1884, quando a obra se encontrava a meio do tomo X (artigo Viana do Castelo). Os editores convidaram então o Padre Pedro Augusto Ferreira, abade de Miragaia, que concluiu o tomo X e escreveu os tomos XI e XII, finalizando assim a obra.
Além do Portugal Antigo e Moderno e de abundante colaboração na imprensa periódica do seu tempo, Pinho Leal publicou o Manual Jurídico do Mineiro e, sob o pseudónimo de Patrício Lusitano e de parceria com Pedro Augusto Ferreira, abade de Miragaia, Maria Coroada ou o Cisma da Granja do Tedo. Verdadeira história da mulher-homem ou homem-mulher: António Custódio das Neves ou Antónia Custódia das Neves (1879).
São ainda de sua autoria várias peças teatrais, em prosa e em verso, levadas à cena por alguns agrupamentos populares e então muito aplaudidas.
Deixou também um pequeno caderno manuscrito, datado de 1863, intitulado Brasões das Principais Famílias de Portugal, composto de quarenta e nove folhas de papel vergé, em que figuram quarenta desenhos de brasões primorosamente executados, uns a lápis e outros tracejados a tinta da china, e mais nove com as suas cores e indicação dos respectivos metais.